# Midlum (Rheiderland)
Midlum im Rheiderland ist eine kleine Ortschaft in der Gemeinde Jemgum im niedersächsischen Landkreis Leer.

## Geschichte
Das Warftdorf entstand etwa um die Zeit Christi Geburt an der Ems. Ältestes Gebäude ist die evangelische Kirche aus dem Jahr 1200 mit mittelalterlichem Hagioskop, einer so genannten Lepraspalte. Die Midlumer Kirche beherbergt eine alte Orgel von Hinrich Just Müller. Neben der Kirche steht der wohl älteste Glockenturm Ostfrieslands aus dem 13. Jahrhundert. Der freistehende „Turm“ der evangelisch-reformierten Kirche in Midlum ist 14,0 m hoch und mit einem Neigungswinkel von 6,74 Grad schiefer als der Schiefe Turm von Pisa (3,97 Grad). Allerdings gilt der Bau nach gängiger Definition nicht als Turm im engeren Sinne, da seine Höhe nicht ein Mehrfaches seines Durchmessers beträgt. Als „schiefster Turm der Welt“ ist daher im Guinness-Buch der Rekorde der Schiefe Turm von Gau-Weinheim aufgeführt.
Eine Burg in Midlum erscheint nur ein einziges Mal im Jahr 1461 im Testament des Häuptlings Wiard von Oldersum und Uphusen in der historischen Überlieferung. Die heute verschwundene Anlage lag im Bereich des Ortsteils Burgstede nordwestlich von Midlum.
Midlum gehört seit dem 1. Januar 1973 zur Gemeinde Jemgum. Mit seinen 295 Einwohnern bei einer Fläche von 7,42 Quadratkilometer ist Midlum der drittgrößte der elf Jemgumer Ortsteile.

## Ziegeleien

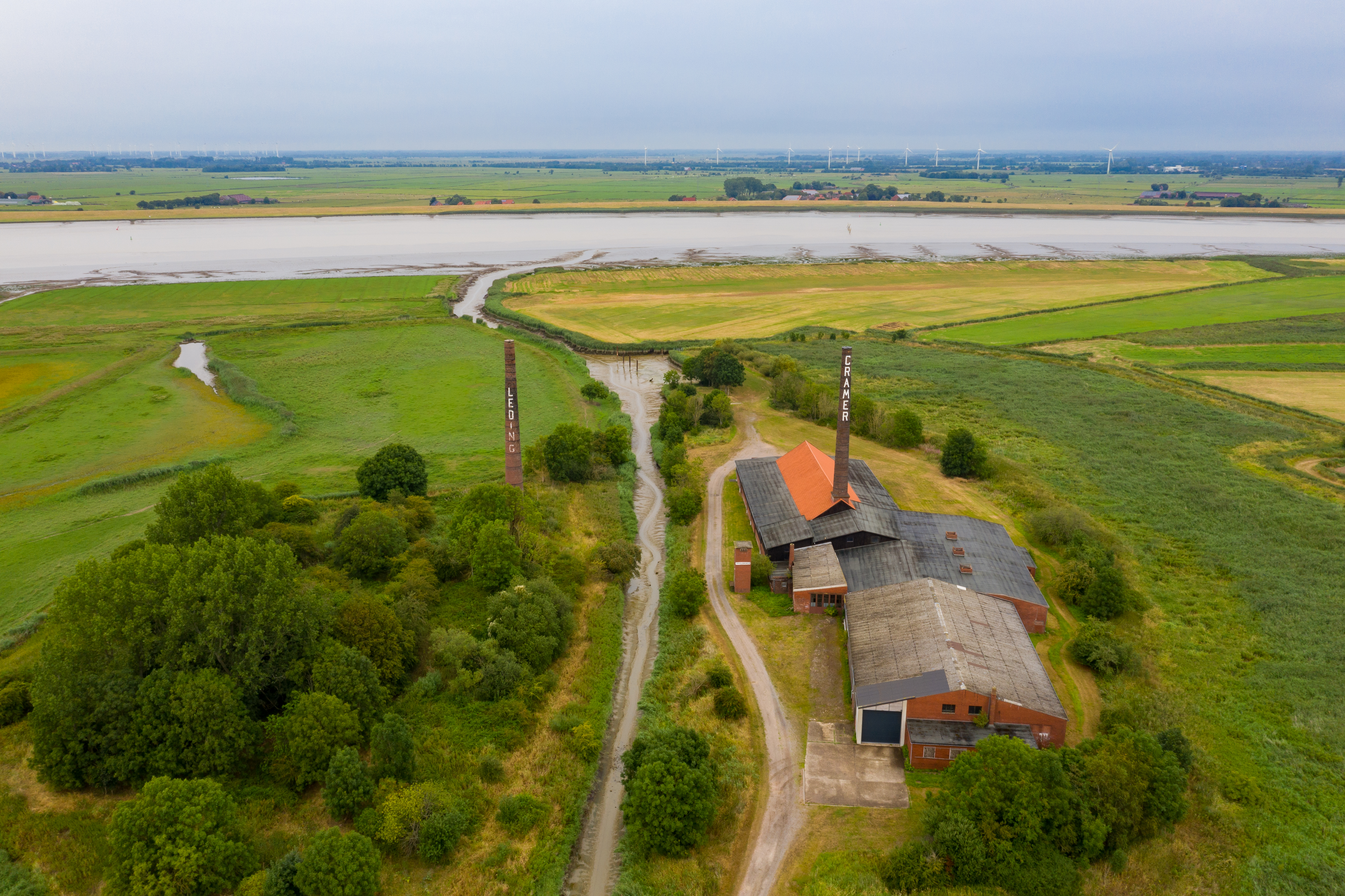
Alte Ziegelei an der Ems in Midlum

Wie das gesamte Rheiderland war Midlum bis Anfang der 1970er Jahre durch seine hohen Lehmvorkommen ein wichtiger Standort der Ziegelherstellung. Direkt an der Ems gelegen zeugen zwei hohe Schornsteine in Midlum von der einstigen Blüte dieses Wirtschaftszweiges. Eine dieser Ziegeleien, die ehemalige Ziegelei Cramer, wurde teilweise restauriert und kann heute als Ziegeleimuseum besucht werden.